# Barronita
La barronita és un mineral de la classe dels silicats.

## Característiques
La barronita és un nesosilicat de fórmula química (◻0.5Ba0.5)(UO₂)₂Si₅O12(OH)·2H₂O. Va ser aprovada com a espècie vàlida per l'Associació Mineralògica Internacional en el mes de novembre de l'any 2024, i encara resta pendent de publicació. Cristal·litza en el sistema monoclínic.
Segons la classificació de Nickel-Strunz pertany a «09.AK: Estructures de nesosilicats (tetraedres aïllats), uranil nesosilicats i polisilicats» juntament amb altres minerals com la cuprosklodowskita, la kasolita o la uranofana, entre d'altres. Les mostres que van servir per a determinar l'espècie, el que es coneix com a material tipus, es troben conservades a les col·leccions del departament de mineralogia i petrologia del Museu Nacional de Praga, a la República Txeca, amb el número de catàleg: P1P27/2024, i a les col·leccions mineralògiques del Musée cantonal de géologie de Lausanne (Suïssa), amb el número de catàleg: MGL 087280.

## Formació i jaciments
Va ser descoberta al dipòsit d'urani de la vall de Krunkelbach, a Menzenschwand, dins laregió de Friburg (Baden-Württemberg, Alemanya). Aquest indret és l'únic de tot el planeta on ha estat descrita aquesta espècie mineral.